# ルイス・ミゲル・ガルセス
ルイス・ミゲル・ガルセス・プラド（Luis Miguel Garcés Prado 、1982年8月12日 - ）は、エクアドル・マチャラ出身の元サッカー選手。現役時代のポジションは、フォワード。